# ابشی
آبشی (به عربی: أبشی) در چاد است که در ouaddaï region واقع شده‌است.

## خصوصیات
آبشی ۷۶٬۴۹۲ نفر جمعیت دارد و ۵۴۲ متر بالاتر از سطح دریا واقع شده‌است.